# Брайтвен, Элиза
Элиза Брайтвен (англ. Eliza Brightwen, урождённая Элдер (англ. Elder), 30 октября 1830 — 5 мая 1906) — шотландская натуралистка и писательница. Она была самоучкой, и многие из её наблюдений были сделаны на территории Рощи (The Grove) в Стэнморе, поместье за пределами Лондона, которое она делила с мужем при его жизни и где она жила как вдова. В 1912 году она была описана как «одна из самых популярных натуралистов своего времени».

## Личная жизнь
Элиза Элдер родилась в 1830 году в Банфе, Абердиншир, Шотландия, в семье Маргарет и Джорджа Элдеров, и у неё было ещё трое братьев и сестер. Её мать умерла в 1837 году, и её отец к тому времени также умер. После смерти матери Элизу усыновил дядя Александр Элдер, соучредитель издательской компании Smith, Elder & Co.
Элдер переехала в Стретем, чтобы жить со своим дядей, а затем в Сток-Ньюингтон. Она не получила формального образования. В детстве она проявляла интерес к естествознанию и описывала свою юность как «очень одинокую и тихую». В 1855 году она вышла замуж за Джорджа Брайтвена, банкира, который тогда руководил собственным успешным бизнесом. Пара переехала в Стэнмор и жила в доме под названием Элдерсли в Буши, Хартфордшир.
Брайтвен страдал от проблем со здоровьем, и в 1872 году у него случился нервный срыв. Элиза жила затворницей 10 лет, практически не общаясь с мужем и друзьями. Она редко выходила из дома и не читала. Когда Джордж Брайтвен умер в 1883 году, она вышла из затворничества и стала активной интеллектуально и физически, но до конца жизни продолжала страдать от болей в теле. Она всё ещё редко покидала Рощу.
Брайтвен жила в Стэнморе до своей смерти в мае 1906 года. У дома, в Роще (The Grove), было поместье в 170 акров (69 гектаров), где она провела большую часть своих исследований. Супруги отремонтировали дом по проекту Брайтвена Биньона. Элиза превратила бильярдную в музей после смерти мужа.
Элиза Брайтвен была филантропом и регулярно посещала церковь. Она умерла бездетной и похоронена в церкви в Стэнморе.

## Труды
Брайтвен в основном исследовала места в лесу и на территории своего дома, Рощи. Она начала писать о своей работе, когда ей было шестьдесят. В 1890 году она опубликовала книгу «Дикая природа, побежденная добротой»  (англ. Wild Nature Won by Kindness), о жизни животных. Она стала известна как натуралист. В 1892 году она опубликовала свою вторую книгу «Ещё о дикой природе», а в 1895 году — «Обитатели моего дома и сада», которая считается её мастерской работой. Всего за свою жизнь она опубликовала шесть публикаций. Она общалась с Филипом Генри Госсе (вторая жена которого, также по имени Элиза Брайтвен, приходилась сестрой её мужу), Уильямом Генри Флауэром, Уильямом Гукером и Джеймсом Педжетом. Она также писала о концепции «домашних музеев», как написано в книге «Подробнее о дикой природе». Концепция домашних музеев проистекает из её собственного домашнего музея в The Grove.
После её смерти был опубликован сборник эссе под названием «Последние часы с природой» (Last Hours with Nature). Также была опубликована автобиография с эпилогом её племянника Эдмунда Госса.